# Teddy Vrignault
Pierre Vrignault dit Teddy Vrignault, né le 22 novembre 1928 dans le 17e arrondissement de Paris, disparu le 1er novembre 1984 et déclaré officiellement mort à cette date par jugement déclaratif d'absence du 18 septembre 1998, est un humoriste et acteur français.

## Biographie
Avec André Gaillard, il forme à partir de 1953 le duo d'humoristes Les Frères ennemis, très en vogue dans les années 1960 et 1970 en France.
La carrière des humoristes décline au début des années 1980, lorsque de nombreux nouveaux comiques investissent les plateaux de télévision (Coluche, Thierry Le Luron, Pierre Desproges, puis Michel Leeb, Patrick Sébastien, Chevallier et Laspalès, etc.). En parallèle, les propositions de rôles secondaires, auxquels ils sont habitués au cinéma, se raréfient à partir du milieu des années 1970.
Le 1er novembre 1984, à la veille de ses 56 ans, Teddy Vrignault quitte son domicile dans le  18e arrondissement de Paris au volant de sa Peugeot 504, de couleur bronze métallisé et au toit noir, pour, dit-il, aller acheter des cigarettes. Il disparaît alors totalement sans laisser la moindre trace. Au cours de l'enquête, son épouse dira n'avoir rien remarqué de particulier chez lui à ce moment-là et qu'il avait l'air tout à fait normal. On sait cependant que Teddy Vrignault et André Gaillard vivaient mal le déclin de leur popularité due à l'ascension des nouveaux humoristes. Au moment de la disparition de Vrignault, le duo avait un contrat en cours pour des représentations dans de nombreuses villes, mais les tournées n'avaient plus le lustre d'antan : les salles étaient plus petites et moins prestigieuses...
En dépit de longues recherches, cette disparition, qui mit de facto brutalement fin au tandem « Les Frères ennemis », n'a jamais été expliquée. Dans les années 1990, André Gaillard participe à la célèbre émission Perdu de vue de Jacques Pradel dans l'espoir de découvrir des éléments nouveaux, mais en vain. On n'a jamais retrouvé aucune trace ni du comédien, ni de sa voiture.
Le 29 janvier 1999, le jugement déclaratif d'absence n° 18/516/1998 dressé par le tribunal de grande instance de Paris en date du 18 septembre 1998, qui produit les mêmes conséquences que si le décès de l'intéressé avait été constaté, est enregistré à l'état civil du 18e arrondissement de Paris,.

## Théâtre
- 1957 : Péricles, prince de Tyr de William Shakespeare, mise en scène René Dupuy, théâtre de l'Ambigu
- 1958 : Les Matadors de Marcel Marceau, théâtre de l'Ambigu
- 1959 : La Cathédrale de René Aubert, mise en scène Pierre Valde, théâtre Hébertot
- 1960 : Le Mobile d'Alexandre Rivemale, mise en scène Jean-Pierre Grenier, théâtre Fontaine
- 1961 : Liliom de Ferenc Molnár, mise en scène Jean-Pierre Grenier, théâtre de l'Ambigu

## Filmographie

### Cinéma
- 1964 : Cherchez l'idole de Michel Boisrond : Edouard
- 1972 : Tout le monde il est beau, tout le monde il est gentil de Jean Yanne : Un rédacteur
- 1973 : Les Granges brûlées de Jean Chapot : Le conducteur moustachu du chasse neige
- 1973 : Elle court, elle court la banlieue de Gérard Pirès : Le second flic ambulancier
- 1973 : Moi y'en a vouloir des sous de Jean Yanne : Lardel
- 1973 : Je sais rien, mais je dirai tout de Pierre Richard : Staflikiewicz
- 1974 : Les Chinois à Paris de Jean Yanne : Un bagarreur sur l'autoroute
- 1974 : Les Quatre Charlots mousquetaires d'André Hunebelle : Un garde

### Télévision
- 1962 : Surprise party chez Lulli (téléfilm) : Jean Bart
- 1965 : Calembredaines (série télévisée) : Le réparateur de téléphone